# آژانس دارو و تجهیزات پزشکی
آژانس دارو و تجهیزات پزشکی (انگلیسی: Pharmaceuticals and Medical Devices Agency؛ ژاپنی: 独立行政法人 医薬品医療機器総合機構) یک سازمان دولتی ژاپنی است که وظایف و عملکردش مشابه سازمان غذا و داروی ایالات متحده آمریکا، سازمان مرکزی کنترل استاندارد داروها (CDSCO) در هند، آژانس تنظیم مقررات داروها و مراقبت‌های بهداشتی در بریتانیا و آژانس دارویی اروپاست.

## وظایف
- آزمودن داروها و تجهیزات پزشکی
- پایش بی‌خطری داروها پس از عرضه به بازار
- غرامت و جبران خسارت به آسیب‌دیدگان